# FUTABA Art District
FUTABA Art District（フタバアートディストリクト）は、OVER ALLsとFUTABA Art District実行委員会が中心となって行われている復興絵画プロジェクトである。

## 概要
FUTABA Art Districtは、福島第一原子力発電所事故で避難を余儀なくさせられた福島県の双葉町を壁画アートを使って再度盛り上げようとする試みである。
FUTABA Art Districtは、オランダのアムステルダムの造船場跡地が芸術によって再興されたことに感銘を受けた居酒屋の経営者・高崎丈と、アメリカのロサンゼルスのArt District（アートディストリクト）を日本でも行うことを考えていたOVER ALLsの社長・赤沢岳人を中心メンバーとして、「双葉町のネガティブなイメージを芸術で変えよう」という想いから2020年からスタートした。
第0弾は福島県双葉町の「キッチンたかさき・JOE'SMAN跡地」の外壁にロミオとジュリエットをモチーフとして放射線量のグラフなどを描きながらコロナ禍におけるソーシャルディスタンスを描いた作品『Graph Balcony』で、第1弾も同じ場所で書かれた『HERE WE GO』という作品となった。
第2弾は福島県双葉町にある薬局の跡地にファーストフードの店「ペンギン」の吉田岑子を書いた作品となった。
その後、第3弾として過去を描いた作品「FUTABA」を目元だけ残して上書きする形で第4弾の絵画『BACK TO THE FUTABA』を制作している。